# Aleksandras Selezniovas
Aleksandras Selezniovas (* in Litauen) ist ein litauischer Jurist, Gerichtsvollzieher, von 2011 bis 2015 Präsident der Gerichtsvollzieherkammer Litauens.

## Leben
Nach dem Diplomstudium der Rechtswissenschaft an der Rechtsfakultät der Universität Vilnius arbeitete Aleksandras Selezniovas als Jurist. Danach gründete er eigene Gerichtsvollzieherkanzlei (Antstolio Aleksandro Selezniovo kontora) und ist Gerichtsvollzieher im Gebiet des Kreisgerichts Klaipėda. Von 2007 bis 2011 war er Mitglied des Gerichtsvollzieher-Ehrengerichts. Vom 8. April 2011 bis März  2015 war er Vorsitzender des Präsidiums der Gerichtsvollzieherkammer (Lietuvos antstolių rūmai). Er war Nachfolger von Inga Karalienė.